# Ron Delany
Ronald Michael Delany (Arklow, 6 de março de 1935) é um ex-atleta e campeão olímpico irlandês.
Nascido numa pequena cidade do interior, ele a família mudara-se para Dublin quanto tinha seis anos. No curso secundário, foi admitido na Irish Army’s Cadet College, a escola preparatória de oficias da Irlanda, mas ao invés de seguir carreira militar, mudou-se para os Estados Unidos onde acabou formando-se em economia na Universidade de Villanova e onde começou a mostrar seu talento para o atletismo, sob as orientações de Jumbo Elliot, um dos mais renomados técnicos da época e treinador de quatro campeões olímpicos antes dele.

## Melbourne 1956
Em Melbourne 1956, a final dos 1500 m foi composta de 12 atletas. O favorito da prova era o australiano John Landy, recordista mundial da milha e dos 1500 m, um dos maiores meio-fundistas de seu tempo e a maior esperança de medalha da Austrália. Os primeiros 400 m foram liderados pelo neozelandês Murray Halberg. Até a metade da prova, Delany corria próximo ao fim da fila de atletas em volta da pista do estádio olímpico Melbourne Cricket Ground. Quando se começa a última volta de uma prova de pista de fundo, os fiscais tocam um sino ao lado da pista, mas excitados com a competição os fiscais de Melbourne esqueceram de tocá-lo quando ela se iniciou. Com 200 m para o fim, ele começou a apertar o ritmo, passando para as primeiras colocações, atrás de Halberg, Landy e seu grande rival inglês Brian Hewson na liderança. Na reta final, arrancou para a linha de chegada com sua conhecida velocidade final, deixando para trás os concorrentes, ganhando a primeira medalha de ouro da Irlanda no atletismo em 24 anos e a última até 2012, num recorde olímpico de 3m41s2. O campeão local, Landy, ficou com a medalha de bronze.
Em 1958, foi o primeiro irlandês a conquistar uma medalha de ouro no Campeonato Europeu de Atletismo, vencendo os 1500 m. No mesmo ano participou da famosa "Miracle Mile", uma prova em Santry, onde os quatro primeiros colocados quebraram o recorde mundial vigente da milha. Também a partir deste ano e até 1962, ele foi o recordista mundial em pista coberta da milha.

## Reconhecimento
Considerado o mais famoso atleta olímpico da Irlanda, sua vitória em Melbourne causou um grande impacto no povo irlandês que convivia com a depressão econômica e política e serviu de inspiração ao país. Em 2006, por toda a contribuição ao atletismo irlandês e seu trabalho humanitário nos anos após o triunfo olímpico, ele recebeu a Freedom of the City of Dublin junto como o músico de rock Bob Geldof, uma honraria concedida a apenas 72 pessoas desde sua criação em 1876, e com a qual já foram agraciados o Papa João Paulo II, Madre Teresa de Calcutá, Aung San Suu Kyi e Nelson Mandela.